# Maison d'arrêt de Versailles
Ne doit pas être confondue avec la prison des Chantiers
La maison d'arrêt de Versailles, également connue sous les noms de prison des femmes de Versailles ou de prison pour femmes de Versailles, est une maison d'arrêt française accueillant exclusivement des femmes et située dans la commune de Versailles, dans le département des Yvelines et dans la région Île-de-France.
L'établissement dépend du ressort/est géré par la direction interrégionale des services pénitentiaires de Paris. Au niveau judiciaire, l'établissement relève du tribunal judiciaire de Versailles et de la cour d'appel de Versailles.

## Histoire

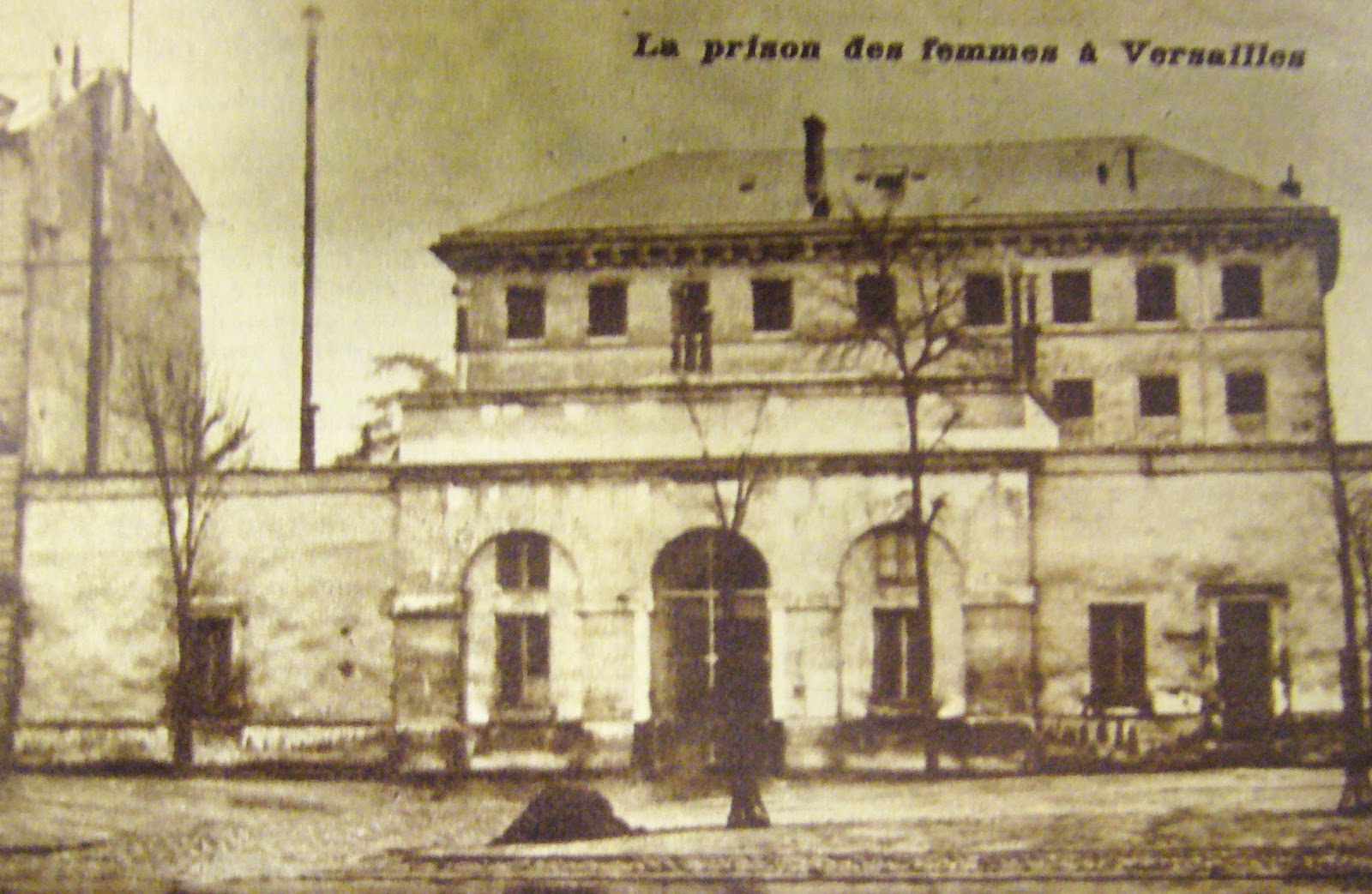
La maison d'arrêt de Versailles en 1900.

Le bâtiment abritant la maison d'arrêt est construit en 1750 à l’initiative de Charles Ripaille et sert alors de pensionnat,. Le bâtiment est agrandi en 1773 par le rachat de la maison mitoyenne. Le batiment est finalement revendu vers 1783 au roi Louis XVI.
Il est transformé en prison en 1789 lors de la Révolution française et accueille exclusivement des femmes dès l'origine, notamment des prostituées, qui furent les premières détenues de l'établissement.
Des travaux de rénovation sont menés en 1823 lors de la Restauration, afin de transformer la prison en « maison de réclusion pour femmes publiques », la gestion de l'établissement étant confiée aux religieuses de Saint-Joseph.
À la fin du XIXe siècle, l'établissement est alors connu sous le nom de « maison d'arrêt et de justice de Versailles ».
L'établissement bénéficie de travaux d'agrandissement en 1860, avec l’achat de quatre terrains, 1981 et 1985, les dernières extensions réalisées ayant notamment permis de mettre en place un quartier accueillant des hommes placés en régime de semi-liberté,.
Le 12 février 2009, lors d'une séance de questions à l'Assemblée nationale, la députée Catherine Tasca interpelle la ministre de la Justice Rachida Dati sur l'état de vétusté de l'établissement et le manque de moyen pour réaliser les travaux d'entretien,.

## Description
Situé 28 avenue de Paris à Versailles, en plein centre de la ville et à proximité immédiate du château de Versailles, la maison d'arrêt est l'un des quatre établissements pénitentiaires du département des Yvelines. Elle dépend du ressort de la direction interrégionale des services pénitentiaires de Paris et, au niveau judiciaire, relève du tribunal judiciaire de Versailles et de la cour d'appel de Versailles.
La maison d'arrêt est également l'un des deux seuls établissements français qui accueille exclusivement des femmes (l'autre étant le centre pénitentiaire pour femmes de Rennes). 
L'un des quartiers de l'établissement accueillait jusqu'en 2021 un quartier pour détenus placés sous le régime de « semi-liberté » pour hommes et femmes de 79 places.
Dans son quartier « Maison d'arrêt femmes », l'établissement a une capacité d'accueil de 139 places, exclusivement pour des détenues femmes majeures prévenues ou condamnées à des peines de moins d'un an.
Au 1er février 2022, l'établissement accueillait 110 détenus, soit un taux d'occupation de 79,1 %. En 2018, l'établissement a connu un taux d'occupation de 145 % du quartier femmes, qui avait une capacité de 58 places, ce qui a obligé pour la première fois la direction à faire dormir des détenues sur des matelas posés au sol. En 2020, le transfert du QSL hommes dans un nouveau bâtiment au centre pénitentiaire de Bois-d'Arcy a permis de passer la capacité de 58 places à 135 places.
L'établissement est constitué d'un bâtiment administratif et d'un bâtiment accueillant le quartier « Maison d'arrêt femmes ».
L'unité sanitaire de l'établissement est placée sous la responsabilité du centre hospitalier de Versailles.

## Actions de réinsertion par le travail et la formation des détenus
Des formations sont proposées aux détenues, telles qu'une formation aux métiers du textile.
L'établissement propose également des actions et activités culturelles à destination des détenues dans le cadre des programmes de réinsertion, tels que des ateliers de lecture, notamment mis en place avec l'association Lire pour en sortir,, des concerts, ou la création et la préparation d'une pièce de théâtre conjointement avec le centre pénitentiaire de Bois-d'Arcy et la maison centrale de Poissy,. Des ateliers utilisant des imprimantes 3D sont également mis en place, permettant notamment aux détenues de fabriquer des jouets pour leurs enfants,.
En 2019, un débat est également organisé, permettant aux détenues de l'établissement d'échanger avec les ministres Nicole Belloubet et Marlène Schiappa.
Des actions caritatives sont également organisées par les détenues, telles qu'une collecte de denrées alimentaires à destination du Secours populaire français.

## Détenues notables
Sorour Arbabzadeh, membre du « gang des barbares », également connue sous le surnom de « Emma », est incarcérée dans l'établissement entre septembre 2007 et octobre 2010.
Nabilla Benattia, personnalité médiatique franco-suisse, est incarcérée dans l'établissement en 2014 dans le cadre d'accusations de tentative d'homicide et violences volontaires aggravées contre son conjoint Thomas Vergara. Elle y bénéficie d'une cellule individuelle, les juges estimant que sa notoriété fait d'elle une prisonnière « sensible » nécessitant des mesures particulières,. Elle y purge une peine d'un mois et demi de prison.
Le 16 septembre 2022, la joueuse de football française Aminata Diallo est placée en détention provisoire dans l’établissement à la suite de sa mise en examen dans le cadre de l'affaire de l'agression dont a été victime sa coéquipière Kheira Hamraoui,,. Elle est libérée et placée sous contrôle judiciaire le 21 septembre 2022.
Autres détenues notables :
- Hellyette Bess[34]
- Audrey Chenu[35]

## Événements notables

### L'affaire Gonçalves et du «gang des barbares»
Sorour Arbabzadeh,, alors également connue sous le surnom de « Emma » et qui a servi d'appât pour permettre au « gang des barbares » de piéger et d'assassiner Ilan Halimi le 20 janvier 2006, est incarcérée dans l'établissement en septembre 2007. Entre décembre 2009 et octobre 2010, elle séduit un surveillant ainsi que le directeur de l'établissement, Florent Gonçalves, qui lui octroient un traitement de faveurs, tel qu'une puce de téléphone portable ou des colis en échange de relations sexuelles,. Les faits sont signalés par deux autres détenues qui indiquent notamment qu'« Emma » bénéficie ainsi d'un poste de travail avantageux.
Une enquête administrative est déclenchée dès l'automne 2010 par la direction de l'Administration pénitentiaire, conduisant à la suspension du chef d'établissement, qui reconnaît les faits et qui est également mis en examen en 2011 dans le cadre d'une enquête judiciaire. Le surveillant est également mis en examen et suspendu de ses fonctions. Le chef d'établissement, le surveillant et la détenue sont placés en garde à vue en janvier 2011, « Emma » ayant entre-temps été transférée au centre pénitentiaire de Fresnes à la suite de sa condamnation,, Florent Gonçalves ayant cependant continué à entretenir des relations téléphoniques avec « Emma » après ce transfert.
L'enquête permet par la suite de découvrir que le directeur accordait des faveurs à six détenues de l'établissement, incluant « Emma »,,.
Dans le cadre de cette affaire, Florent Gonçalves est révoqué du corps des directeurs des services pénitentiaires en juin 2011, et condamné à un an de prison ferme,,. « Emma » est condamnée à un an de prison dont quatre mois fermes.

## La prison dans l'art et la culture
- La maison d'arrêt est le cadre du livre d’Isabelle Lonvis-Rome intitulé Dans une prison de femmes : une juge en immersion, dans lequel elle raconte son expérience de magistrate et les visites des détenues qu'elle réalise dans l'établissement pendant six mois[42].
- L'affaire Gonçalves et du « gang des barbares » est racontée dans le livre Défense d'aimer écrit par Florent Gonçalves, qui fait l'objet d'une adaptation au cinéma dans le film Éperdument, réalisé par Pierre Godeau et sorti en 2016[43][44].